# Зађва (река)
Зађва (мађ. Zagyva), је река у Мађарској.

## Географски положај
- Зађва је речица

## Ток реке
- Зађва има извор поред града Шалготарјана (мађ. Salgótarján), у жупанији Ноград (мађ. Nógrád), у Мађарској.

### Извориште
Река извире у северном делу средишњих Каранч планина (мађ. Karancs hegység), источно од града Шалготарјана, на граничним деливима Зађвара (мађ. Zagyvar), у јужном делу Медве планинских (мађ. Medve hegy) падина, на надморској висини од 600 метара.

### Даљи ток и ушће
Зађва протиче између планинских венаца Черхат (мађ. Cserhát) и Матре (мађ. Mátra), обилазећи Матру додирује градове Пасто (мађ. Pásztó), Леринце (мађ. Lőrinci), и Хатван (мађ. Hatvan) и из Нограда прелази у Алфелд где протиче поред града Јасшаг (мађ. Jászság). Ту се реци ток успорава, скреће југозападно до градова Јасберењ (мађ. Jászberény) и Солнок (мађ. Szolnok) где се улива у Тису. 

### Хидрографски подаци
Река је
- укупне дужине од 179 km
- површина развођа је 5.677

Проток:
- мали: 0,95 m³/sec
- средњи: 9,5 m³/sec
- велики: 254 m³/sec

Контрола мерења је рађена код града Зађварекаш (мађ. Zagyvarékas)

## Притоке
- Тарјан поток
- Киш-Зађва
- Суха
- Хереди поток
- Бер поток
- Галга (мађ. Galga)
- Кевечеш поток

Са Матранске стране:
- Тарна (мађ. Tarna)
- Ђенђеш поток

Са Геделеји предела:
- Тапио (мађ. Tápió)

Код града Бешењсега (мађ. Besenyszög) се ствара 5 km-ска мртваја
- Холт-Зађва

## Значај
У горњем току реке вода је веома чиста, у доњем делу се шири и постаје богатија са рибом. Највише има штука, сомова, шарана, беле рибе...